# Nesophontes major
Nesophontes major (Незофонт великий кубинський) — вид ссавців з родини Nesophontidae. Комахоїдний вид.

## Проживання
Цей вид був ендеміком Куби.

## Загрози та охорона
Цей вид відомий з недавніх розкопок, що припускає, що вони збереглися до сучасної епохи і їх зникнення пов'язане з прибуття європейських поселенців. Ввезені пацюки є найбільш імовірною причиною зникнення цього виду. Останки цього виду були знайдені з останками пацюків.
| Панда | Це незавершена стаття з теріології. Ви можете допомогти проєкту, виправивши або дописавши її. |